# Vic Elford
Victor Henry Elford, más conocido como Vic Elford (Londres, 10 de junio de 1935- 13 de marzo de 2022) fue un piloto de automovilismo británico que compitió en diversas disciplinas. Obtuvo el Campeonato de Europa de Rally en 1967 y donde logró victorias como el Rally de Montecarlo de 1968 y también en seis carreras del Campeonato Mundial de Resistencia, más precisamente las 24 Horas de Daytona, las 12 Horas de Sebring, los 1000 km de Nürburgring y la Targa Florio.

## Carrera
Se inició en el automovilismo como copiloto de rally. En 1961 se convirtió en piloto de rally.
En 1967 obtuvo el Campeonato Europeo de Rally en el Grupo 3 como piloto oficial de Porsche. Ese mismo año, venció la primera carrera de rallycross de la historia en Lydden Hill, y ganó la Marathon de la Route de Nürburgring y su clase en las 24 Horas de Le Mans, en todos los casos con Porsche.

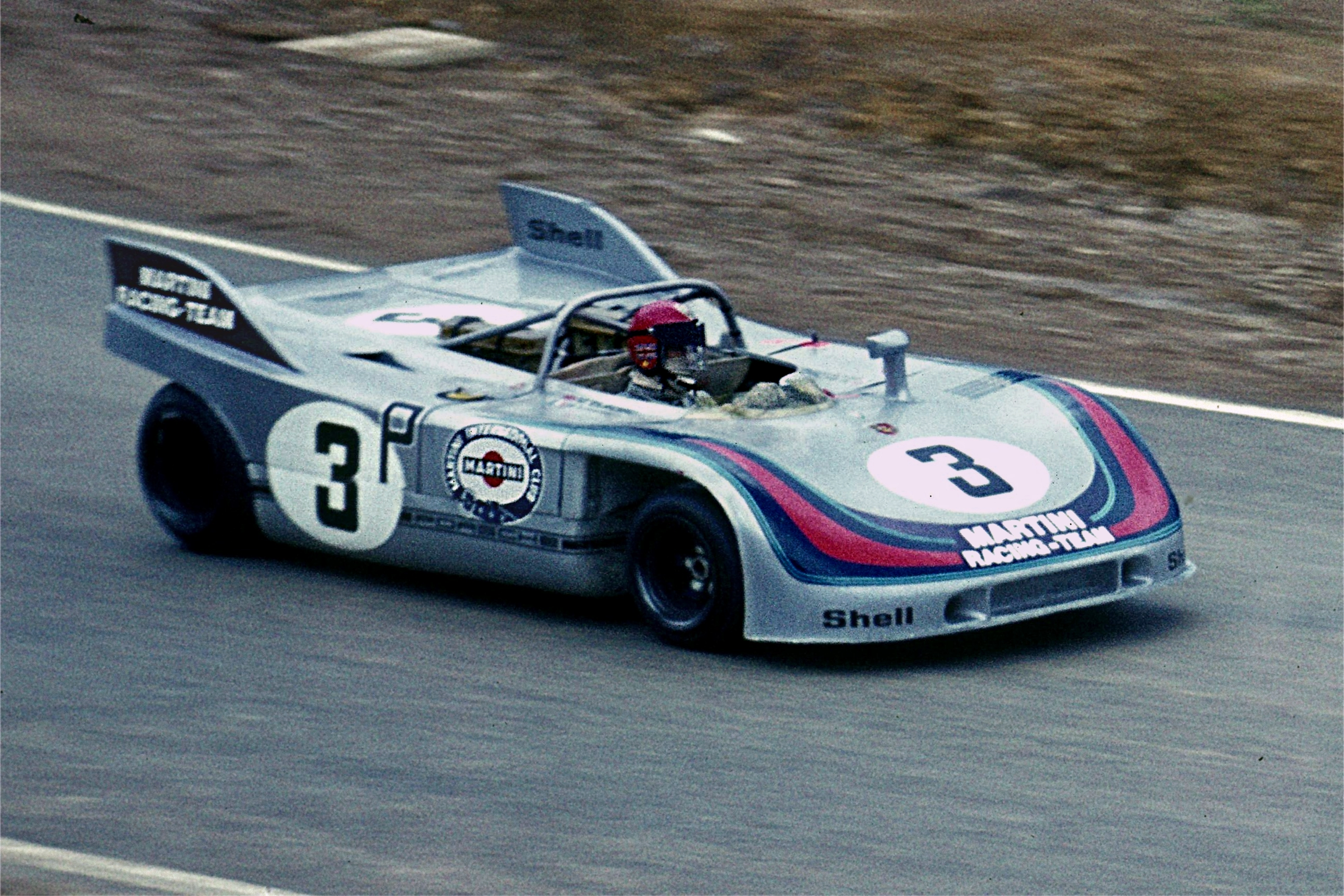
Elford conduciendo un Porsche 908/3, en la práctica para el 1000 km de Nürburgring de 1971.

Ganó en 1968 el Rally de Monte Carlo y diversas carreras del Campeonato Mundial de Resistencia: las 24 Horas de Daytona, la Targa Florio y los 1000 km de Nürburgring, siempre con Porsche. También disputó siete carreras de Fórmula 1 con un Cooper oficial, obteniendo un cuarto puesto en su debut en Francia y un quinto puesto en Canadá.
Corrió cinco carreras de Fórmula 1 en 1969, ahora con el equipo Antique. Obtuvo un quinto puesto en Francia y un sexto en Gran Bretaña. Además, disputó las 500 Millas de Daytona de la Copa NASCAR, resultando 11º.
El británico continuó en el Campeonato Mundial de Resistencia en el equipo oficial Porsche. Ganó los 1000 km de Nürburgring de 1970 y 1971, y las 12 Horas de Sebring de 1971. En 1970, también obtuvo victorias en la CanAm y la Trans-Am.
Su última carrera de Fórmula 1 fue el Gran Premio de Gran Bretaña de 1971, donde corrió con BRM. Ese año terminó segundo en el Campeonato Europeo de Sport Prototipos.
Se convirtió en piloto oficial de Alfa Romeo en 1972. También llegó décimo en las 500 Millas de Daytona. En 1973 ganó su clase en las 24 Horas de Le Mans con una Ferrari 365.
En 1974 culminó su carrera como piloto, aunque luego retornó a principio de la década de 1980 para correr las 24 Horas de Le Mans, las 24 Horas de Daytona y el Rally Safari.
Se desempeñó como director de los equipos ATS y Renault, y como consultor en Porsche.

## Resultados

### Fórmula 1
(Clave) (negrita indica pole position) (cursiva indica vuelta rápida)

| Año     | Escudería                       | 1   | 2   | 3     | 4      | 5     | 6     | 7       | 8       | 9       | 10    | 11      | 12    | Pos. | Puntos |
| ------- | ------------------------------- | --- | --- | ----- | ------ | ----- | ----- | ------- | ------- | ------- | ----- | ------- | ----- | ---- | ------ |
| 1968    | Cooper Car Company              | RSA | ESP | MON   | BEL    | NED   | FRA 4 | GBR Ret | GER Ret | ITA Ret | CAN 5 | USA Ret | MEX 8 | 18.º | 5      |
| 1969    | Antique Automobiles Racing Team | RSA | ESP | MON 7 | NED 10 | FRA 5 | GBR 6 | GER Ret | ITA     | CAN     | USA   | MEX     |       | 14.º | 3      |
| 1971    | Yardley Team BRM                | RSA | ESP | MON   | NED    | FRA   | GBR   | GER 11  | AUT     | ITA     | CAN   | USA     |       | NC   | 0      |
| Fuente: |                                 |     |     |       |        |       |       |         |         |         |       |         |       |      |        |

### Rally Dakar
| Año     | Categoría | Vehículo      | Posición | Etapas |
| ------- | --------- | ------------- | -------- | ------ |
| 1982    | Coches    | Subaru        | Ret.     | 1      |
| 1983    | Coches    | Subaru        | Ret.     | -      |
| 1984    | Coches    | Mercedes Benz | Ret.     | -      |
| Fuente: |           |               |          |        |